# Thomas Helveg
Thomas Lund Helveg (24 de junio de 1971) es un exfutbolista danés, se desempeñaba en todas las posiciones de la defensa y jugó tanto para el AC Milan como para el Inter de Milán. Es además el sexto futbolista que más partidos ha disputado con la selección de fútbol de Dinamarca, con 108 partidos.

## Biografía

### Inicios
Nacido en Odense, Helveg inició su carrera en las categorías inferiores del Odense BK, club de su ciudad natal. Helveg debutó en 1989 con el Odense en la Superliga danesa. Pero la carrera futbolística de Helveg despegó en 1994, cuando dio el salto al Calcio italiano fichando por el Udinese, haciendo su debut contra el Atalanta de Bérgamo.
De la mano de Alberto Zaccheroni, el Udinese ascendió a la Serie A, por aquel entonces, Helveg se desempeñaba como extremo derecho y en su presencia en el club de Udine, el club logró asentarse en la Serie A.

### Milan e Inter
Tras el Mundial 1998, Helveg dio el salto a uno de los más grandes clubes de Europa, el AC Milan, fichando junto a su compañero de equipo Oliver Bierhoff. Helveg se convirtió en el fichaje de un jugador danés más caro de todos los tiempos. En sus primeras temporadas en el club rossonero, Helveg se hizo con la titularidad, sin embargo, sobre todo a partir de la temporada 2001/02, se vio opacado por el despegue de jóvenes talentos como Gennaro Gattuso y Massimo Ambrosini.
La temporada 2002/03 fue la última de Helveg en el Milan, a la siguiente fichó por el máximo rival de dicho club, el Inter de Milán. En el club neroazzurro, Helveg coincidió con Zaccheroni, su antiguo entrenador en el Udinese. Helveg tuvo bastante participación en su único año como interista, disputando 23 partidos en total.

### Años de veterano
Tras la Eurocopa 2004, Helveg se desvinculó del fútbol italiano marchándose a la Premier League, fichando por el recién ascendido Norwich City. Las lesiones le hicieron mella a principios de temporada, pero a partir de 2005 comenzó a cobrar protagonismo, pero finalmente, el Norwich acabó descendiendo y Helveg se desvinculó del club.
En verano de 2005, Helveg firmó un contrato de dos años con el Borussia Mönchengladbach de la Bundesliga alemana, en su primera temporada solo disputó 4 partidos debido a una lesión en el tendón de Aquiles, sus dos temporadas en el club alemán fueron paupérrimas, disputando en total solo 13 partidos. En enero de 2007 rescindió su contrato con el Borussia, ese año, el seleccionador danés Morten Olsen decidió no convocarlo para la selección de fútbol de Dinamarca.
En 2007 regresó al club donde se inició, el Odense BK, disputando en septiembre de 2010 su último partido y anunciando su retirada con 39 años. Actualmente es el asistente del entrenador del Odense.

## Clubes
| Club                     | País       | Año       |
| ------------------------ | ---------- | --------- |
| Odense BK                | Dinamarca  | 1989-1994 |
| Udinese                  | Italia     | 1994-1998 |
| AC Milan                 | Italia     | 1998-2003 |
| FC Internazionale        | Italia     | 2003-2004 |
| Norwich City             | Inglaterra | 2004-2005 |
| Borussia Mönchengladbach | Alemania   | 2005-2007 |
| Odense BK                | Dinamarca  | 2007-2010 |

## Palmarés
Odense BK
- Superliga danesa: 1988-89
- Copa de Dinamarca: 1991, 1993, 2007

AC Milan
- Serie A: 1998-99
- Copa de Italia: 2003
- UEFA Champions League: 2002-03